# Christophe Rousset
Christophe Rousset (Avinhão, 12 de abril de 1961) é um cravista, musicólogo, professor e maestro francês, especializado em música antiga.

## Biografia
Estudou cravo na Schola Cantorum de Paris com Huguette Dreyfus e no Conservatório Real de Haia com Bob van Asperen. Em 1983 venceu o VII Concurso Internacional de Cravo em Bruges, o que o tornou famoso. Em seguida começou a se apresentar com várias orquestras importantes especializadas na música antiga, como The Academy of Ancient Music, Les Arts Florissants, Musica Antiqua Köln e La Petite Bande. Suas interpretações de obras para cravo de Couperin, Rameau, Balbastre, Scarlatti, Anglebert, Forqueray e Bach se tornaram referenciais.
Iniciou sua carreira de regente como assistente do maestro William Christie, e depois fundou o conjunto Les Talens Lyriques, que tem recebido aclamação internacional. Tem desenvolvido atividade docente em diversas instituições musicais prestigiadas e faz pesquisas em musicologia. Em 1993 recebeu o prêmio Diapason d'or pela sua gravação de obras de Joseph-Nicolas-Pancrace Royer. Foi agraciado com a Ordre national du Mérite do Ministério da Cultura da França, no grau de cavaleiro, e com a Ordre des Arts et des Lettres no grau de comendador.